# Lamellobates orientalis
Lamellobates orientalis är en kvalsterart som beskrevs av Csiszár 1961. Lamellobates orientalis ingår i släktet Lamellobates och familjen Austrachipteriidae. Inga underarter finns listade i Catalogue of Life.